# Pui
Pui es una comuna ubicada en el distrito de Hunedoara, Rumania.

## Superficie
Cuenta con una superficie de 228,8 kilómetros cuadrados.

## Demografía
Hasta 2021 la población era de 3682 habitantes, con una densidad de población de 16,09 habitantes por kilómetro cuadrado.